# Archidiecezja Awinionu
Archidiecezja Awinionu (łac. Archidiœcesis Avenionensis) – archidiecezja Kościoła rzymskokatolickiego w południowej Francji. Powstała w IV wieku jako diecezja Awinionu. W 1475 została podniesiona do rangi archidiecezji metropolitalnej. Utraciła ten status w 1801, gdy została zdegradowana do zwykłej diecezji, lecz odzyskała wcześniejszą rangę już w 1822. W 1877 nadano jej nową nazwę oficjalną: archidiecezja Awionionu (-Apt, Cavaillon, Carpentras, Orange, e Vaison). W 2002, podczas reformy administracyjnej Kościoła francuskiego, po raz drugi w swej historii straciła status metropolitalny, zachowując jednakże tytuł archidiecezji. Została wówczas włączona do nowo powołanej metropolii Marsylii. W 2009 odzyskała swoją tradycyjną, krótką nazwę oficjalną.

## Główne świątynie
- Archikatedra: Katedra Notre-Dame des Doms w Awinionie
- Bazyliki mniejsze:
  - Bazylika św. Anny w Apt
  - Bazylika św. Piotra w Awinionie

## Biskupi
- arcybiskup: François Fonlupt
- arcybiskup senior: Jean-Pierre Cattenoz